# 石倉良信
石倉 良信（いしくら よしのぶ、1968年10月17日 - ）は、日本の俳優、声優、スーツアクター。東京都荒川区出身。以前はACファクトリー、オフィスPSCに所属していた。
旧芸名は石倉 良笙。身長178cm。体重64kg。血液型A型。
趣味は苔の育成と散歩、盆栽、イラスト、洋服のリメイク、DIY。特技はアクション、スキー、殺陣。

## 出演作品

### 舞台
- ACファクトリー公演作品（1995年 - 2011年）
- 後藤真希主演ミュージカル「サヨナラのLOVE SONG」（2004年）
- 地球ゴージャス（2002年 - 2006年）
  - Vol.6「カルテ」
  - Vol.7「クラウディア」
  - Vol.8「HUMANITY」
- *pnish* Vol.10　「サムライモード」（2009年）
- Z団公演「BARAGA-鬼ki」
  - 第7回（2009年）
  - 第9回（2010年）
- TWIN-BEATプロデュース「真夏論 -macaron-」（2009年）
- トライフルエンターテインメントプロデュース
  - 「双牙〜ソウガ」（2009年 - 2014年）
  - 「異聞天狼伝〜會津新撰組残党記〜」（2013年）
  - 「魔王ロス症候群」（2015年）
  - 「閉店拒否! 〜俺たちは帰らない〜」（2018年）
  - 「炎の蜃気楼 昭和編 散華行ブルース」（2018年）
  - 「タイムトラブルバルコニー」（2020年）
- 復興支援舞台「イシノマキにいた時間」
  - （2011年）
  - （2020年）
- 佐藤健主演「ロミオ&ジュリエット」（2012年）
- マティーニ! 〜ただ今、撮影5時間押し〜（2013年） - 川島健次郎
- 空飛ぶ猫☆魂 #2「ミエナイ家族のハロー・マイ・ゴースト」（2013年）
- 富良野塾OB×市民劇団 へそ家族公演「100年GO!」（2014年）
- 方南ぐみ企画公演「片想い」（2016年）
- 浅草六区ゆめまち劇場「ひいろ〜HIROになる時? それは今!〜」（2016年）
- Kitty Entertainment Presents「紅き谷のサクラ 〜幕末幻想伝 新選組零番隊〜」（2017年）
- 三越劇場創立90周年 竜小太郎陽春特別公演「銭形平次」（2017年）
- 明治座7月公演「ふるあめりかに袖はぬらさじ」（2017年）
- 義風堂々!!（2017年）
- オフィスPSCプロデュース第1弾「殺人ラヂヲ」（2018年）
- トリプルコラボ第6弾「となりのホールスター」（2019年）
- junkiesista×junkiebros. PRESENTS「REizeNT〜霊前って…〜」（2019年）
- レッドスネーク、カモン‼︎【青春版】（2019年）
- 朗読劇「刻め!秒針よりも速く!!」（2024年）[3]

### テレビドラマ
- 君の瞳をタイホする! 第6話「はち合わせ! バレンタイン合コンツアー」（1988年）
- 月曜ドラマスペシャル / リトルステップ -命の限り踊りたい-（1990年）
- ウルトラシリーズ
  - ウルトラマンティガ 第48話「月からの逃亡者」（1997年） - ガロワ基地隊員
  - ウルトラマンマックス 第31話「燃えつきろ! 地球!!」（2006年） - 八百屋
- シネマ・カクテル 女性たちの恋愛レシピ 第4話「セブンデイズ・パラダイス」（1999年）
- 陰陽師（2001年）
  - 第5話「たらちね」
  - 第7話「露とこたえて」
- 超星神グランセイザー 第28話「美しき逃亡者」、第29話「出動! 五式支援機士」（2004年） - 防衛隊小隊長
- うさぎがもちつき（2007年）
- ザ・クイズショウ 第2シーズン 第1話（2009年）
- 任侠ヘルパー 第8話（2009年）
- Xmasの奇蹟（2009年）
- コード・ブルー -ドクターヘリ緊急救命- 2nd season（2010年）
- 夏の恋は虹色に輝く 第1話（2010年）
- ラストマネー -愛の値段-（2011年）
- ある日、アヒルバス 第6話（2015年）
- ドクターカー 第7話（2016年） - 海辺の遊客
- 健康で文化的な最低限度の生活 第8話（2018年）
- 私のおじさん〜WATAOJI〜 最終話（2019年）
- 俺のスカート、どこ行った? 第1話（2019年）
- ノーサイド・ゲーム 第5話（2019年）
- 日曜プライム / 庶務行員 多加賀主水（2019年） - 浜川晶
- 半沢直樹II・エピソードゼロ〜狙われた半沢直樹のパスワード〜（2020年）
- 結びの糸・原田茂〜洋装への扉を開いた火の国の女〜（2021年10月31日、テレビ熊本制作） - 遠藤政次郎 役[4]
- 奪われた僕たち 第3話・第5話（2024年4月26日・5月10日、MBS）[5] - シンドウ 役

### テレビ番組
- おじゃまツナギッます!（2013年 - 2014年）
- 鹿児島テレビ特別番組「時代は御花畑から始まった〜薩長同盟150年は問いかける〜」（2016年）
- マツコの知らない世界
  - 第183回「コケの世界」（2019年）
  - 第230回「マニアだから発見! マツコの知らない絶景SP」（2020年）
- テレビ熊本ドキュメンタリードラマ 郷土の偉人シリーズ 第27作「加藤清正〜土木の神様 民とともに〜」（2019年）

### 映画
- お天気お姉さん(1996年) - AD
- ウルトラマンティガ THE FINAL ODYSSEY（2000年）
- 劇場版 超星艦隊セイザーX 戦え!星の戦士たち（2005年） - スーツアクター
- キラー・ヴァージンロード（2009年）
- ゴールデンスランバー（2010年）
- 世界のどこにでもある、場所（2011年）
- 4月の君、スピカ。（2018年）

### 配信ドラマ
- はぴまり〜Happy Marriage!?〜（2016年）

### ラジオドラマ
- 青春アドベンチャー 「ゼンダ城の虜〜完結編〜ヘンツォ伯爵」（2010年）

### テレビアニメ
- テニスの王子様（2002年） - 2年
- ボンバーマンジェッターズ（2003年） - 客

### 吹き替え
- WITHOUT A TRACE/FBI 失踪者を追え!（2005年）

### CM
- 小田急ロマンスカー（2011年）

### その他
- TO（2009年） - モーションアクター

## 書籍
- 石倉良信の苔道（2015年 - 2016年）